# 의정부경전철 (기업)
의정부경전철 주식회사(議政府輕電鐵 株式會社)는 의정부경전철의 건설·관리 및 운영을 담당했던 대한민국의 철도 기업이다.
파산 후에는 의정부경량전철이 관리를 담당하고 있다.

## 연혁
- 2005년 10월 6일: 회사 설립
- 2007년 7월 26일: 의정부 경전철 착공
- 2007년 10월 18일: 도시철도 사업 면허 취득
- 2012년 7월 1일: 의정부 경전철 영업 개시
- 2017년 1월 11일: 파산 신청[1]
- 2017년 5월 26일: 파산 선고[2]